# Max Jara
Maximiliano Jara Troncoso (* 21. August 1886 in Yerbas Buenas, Provincia de Linares; † 6. Juli 1965 in Santiago de Chile), besser bekannt als Max Jara, war ein chilenischer Dichter. 

## Leben
Schon früh interessierte sich Jara für die Literatur. Mit dreizehn veröffentlichte er seine ersten Gedichte in der Zeitschrift El Deber in Talca. 1901 zog er nach Santiago de Chile, wo er die Schule abschloss und ein Medizinstudium an der Universidad de Chile begann. Nach drei Jahren brach er der Literatur zuliebe das Studium ab und arbeitet als Verwaltungsangestellter der Universität, wo er sich bis zum stellvertretenden Leiter emporarbeitete. Er übernahm Aufgaben in der mathematischen und der technischen Fakultät sowie bei der staatlichen chilenischen Eisenbahngesellschaft. Parallel dazu schrieb er als Redakteur für die Zeitungen El Mercurio und El Diario Ilustrado.

## Werk
Jara veröffentlichte drei Bücher. Das erste, Juventud, erschien 1909. Dabei handelte es sich um einen Gedichtband, der vom Stil Pedro Antonio González’ inspiriert war. Raúl Silva Castro pries die Schönheit der Verse, die voller Gefühl, harmonisch und elegant seien und in denen die melancholische Seele des Autors samt ihren Hoffnungen und Ängsten zum Ausdruck komme. Jaras zweites Buch, Poesías, kam 1914 heraus, ein drittes, Asonantes, 1922. Trotz des geringen Umfangs seines dichterischen Werks wurde dessen Qualität von der nationalen Kritik Chiles in großem Maße anerkannt. So fand sein Werk 1916 einen Platz in der Anthologie Selva lírica, und 1956 sprach ihm eine Jury, zu der Pablo Neruda und Eduardo Barrios gehörten, den Premio Nacional de Literatura de Chile zu.